# CUS Pavia Basket
Le istituzioni preposte a coordinare presso l'Alma Ticinensis Universitas l’attività sportiva universitaria negli anni, sono stati: l’A.S.U.P. (l’Associazione degli Studenti Universitari Pavesi), il G.U.F.(Gioventù Universitaria Fascista), a partire dal 1927, e ancora L’A.S.U.P., rifondata nel luglio 1943 per colmare il vuoto organizzativo provocato dalla soppressione del G.U.F. in seguito alla caduta del regime fascista. Dal 1946 rinasce definitivamente ai giorni nostri, come C.U.S. Pavia (Centro Universitario Sportivo) nell'ambito del Centro Universitario Sportivo Italiano.

## Storia della Sezione pallacanestro

### Il G.U.F. Pavia nel periodo ante-guerra (1935-1943)
La "sezione pallacanestro" del GUF Pavia nasce già nel 1933, ma assume grande importanza nel 1935 allorquando il regime fascista decise di convogliare nel G.U.F. Pavia tutte le migliori risorse cestistiche in un'unica compagine rappresentativa, fondendovi il F.G.C. (3º classificato nel campionato di 1ª Divisione Lombarda 1934), il GS Cesati e poi il GS Rigoni. Tanto che la FIP decise di ammettere il GUF Pavia di diritto nella massima serie con la stagione 1935-1936. 
Per i sette anni successivi sino al 1943, il GUF rimase nella massima serie nazionale con miglior piazzamento il 4º posto assoluto nella Serie A 1938-39.
Di seguito i resoconti dettagliati dei singoli campionati disputati nella massima serie:
- 4ª nel girone A di Divisione Nazionale 1935-1936 (pallacanestro maschile) 8ª assoluta, allenatore Prof.Chiappero
- 3ª nel girone B di Divisione Nazionale 1936-1937 (pallacanestro maschile) 6ª assoluta, allenatore Prof.Chiappero
- 7ª in Serie A 1937-1938 (pallacanestro maschile) a girone unico, allenatore Ghirimoldi
- 4ª in Serie A 1938-1939 (pallacanestro maschile) a girone unico, allenatore Antonini
- 6ª in Serie A 1939-1940 (pallacanestro maschile) a girone unico, allenatore Antonini
- 5ª in Serie A 1940-1941 (pallacanestro maschile) a girone unico, allenatore Prof.Chiappero
- 10ª in Serie A 1941-1942 (pallacanestro maschile) a girone unico, allenatore Prof.Chiappero
- 11ª in Serie A 1942-1943 (pallacanestro maschile) a girone unico, allenatore Prof.Chiappero

Massimo risultato conseguito è stato il titolo nazionale universitario ai Littoriali dello Sport di Trieste del 1939 e, sempre nello stesso anno, tre pavesi Orlandi-Pasteris-Rolandi furono selezionati e protagonisti nella Nazionale universitaria che si aggiudicò le Universiadi giocate a Vienna.
A suggellare quel fulgido periodo ante-guerra: il Prof.Chiappero come allenatore ed i giocatori Pasteris-Rolandi, ebbero l'onore nel 1941 di essere convocati a disputare due partite nella nazionale maggiore contro la Germania.
Così come tutti i GUF, dopo la caduta del regime fascista: anche quello pavese fu sciolto nel luglio 1943.

### Il C.U.S.Pavia nei campionati federali (1960-1962)
Il C.U.S. Pavia nasce nel 1946 come organo periferico del C.U.S.I. (Centro Universitario Sportivo Italiano) costituitosi a Padova il 22 marzo dello stesso anno.
La sezione pallacanestro, oltre ad aver sempre disputato i campionati universitari organizzati dal CUSI, seppur per soli due stagioni, negli anni Sessanta è stata la prima società pavese in ambito maschile. Erano gli anni di transizione dopo la chiusura della Pallacanestro Pavia (che aveva militato per dieci anni al massimo livello nazionale) e L'Onda Pavia che dal 1965 ha riprese l'attività e riportò la città al secondo livello nazionale.
Nell’estate 1961, infatti il testimone venne preso per due stagioni dal C.U.S. PAVIA che, grazie all’impegno del dirigente Lalo Rusconi, si prese l’onere di gestire sezione pallacanestro ed iscrisse una squadra al campionato regionale di Promozione, inserita nel girone A. Fu una stagione dignitosa giocata al PalaEspo appena inaugurato, con la classifica finale che vide i cussini al 4ºposto dietro JuVi Cremona, Pro Patria e Lampo Milano nell’ordine. 
Nella stagione 1962/63 il C.U.S. Pavia si ripropose in Promozione rinforzata di molto dal rientro da Valenza del veterano Lele Rosolen (allenatore-giocatore) insieme con Cecchi, Cervi, Fede e Granzini. Inserito nel girone B con la favoritissima Bassi Lodi, allenata da Tullio Rochlitzer e che nelle sue file comprendeva i veterani pavesi Ferrari, Conti (provenienti da Vigevano) oltre a Gusmaroli e Ternavasio. Il C.U.S. Pavia finiva al 1ºposto il girone di qualificazione ed vigilia del big match col Bassi Lodi, i pavesi si trovavano a pari punti al comando della classifica. A Lodi si disputò un vero spareggio-stagione che veniva perso malamente dagli universitari pavesi, che si classificarono quindi al posto d’onore, comunque sufficiente per la promozione in Serie B (3º livello nazionale). Ma l’Ateneo non assicurò le coperture economiche necessarie e, non trovandone altre, il C.U.S. cessò addirittura l’attività FIP.